# Six Flags Darien Lake
Pour les articles homonymes, voir Darien.
Six Flags Darien Lake est un complexe de loisirs situé entre Buffalo et Rochester à Darien, New York, aux États-Unis.

## Histoire

### Darien Lake Fun Country
En 1960, l'investisseur Paul Snyder ouvre un petit terrain de camping et une aire de pique-nique autour d'un petit lac, qui sera nommé Darien Lake. À cette époque, le parc ne s'étendait que sur une petite parcelle de ce qu'il est aujourd'hui. Il ne comprenait aucune attractions, seulement le campement, l'aire de pique-nique et un petit terrain de baseball.
Au début des années 1970, Paul commença à implanter des attractions, la première fut une paire de toboggans aquatiques au-dessus du lac. Plus tard dans les années 1970 et au début des années 1980, il ajouta d'autres manèges formant ainsi le début d'un vrai parc d'attractions nommé Darien Lake Fun Country.
Paul décide alors de signer un contrat avec le fabricant d'attractions Huss Park Attractions, faisant de Darien Lake la vitrine commerciale du constructeur allemand. Par cette association, le parc acquit Pirate, Ranger, et le Corn-Popper (maintenant Rodeo Round-Up), souvent des modèles ou des prototypes.
En 1982, Huss Park Attractions et Arrow Dynamics construisirent les premières montagnes russes du parc ; The Viper.

### Funtime Parks
En 1983, Snyder vendit 50 % du parc à Funtime Parks, qui possédait également Geauga Lake et Zoombezi Bay.
Le premier investissement de Funtime pour le parc fut la grande roue construite par Vekoma, exposée à l'exposition spécialisée de 1982, à Knoxville, au Tennessee et étant à l'époque la plus imposante grande roue au monde. L'attraction est toujours en fonction, au centre du parc et en est devenu l'un des principaux symboles.
Les spectacles ont été développés avec la construction du Tops Jubilee Theater (maintenant le Wegmans Grande Theatre) et le Lakeside Amphitheater, qui a accueilli de grands noms de la musique comme The Who et les Black Sabbath. Les améliorations continuèrent au fil des années 1980 et 1990 avec l'ajout d'une zone destinée aux enfants, Adventure Land for Kids en 1987 et Grizzly Run en 1989.
En 1990, le parc aquatique "Barracuda Bay waterpark" et le parcours de montagnes russes en bois The Predator fut installé. Paul Snyder, qui avait encore son mot à dire dans l'affaire décida de vendre ses dernières parts à Funtime, faisant du groupe l'unique dirigeant du parc.
En 1992, un nouveau style de spectacle fut présenté entre le parc aquatique et la grande roue. Ce spectacle animé de lasers et de feux d'artifice se nommait « Laser Light Fantasy ».

### Premier Parks / Six Flags
En 1995, la chaîne grandissante Premier Parks acheta Funtime et ses trois parcs dont Darien Lake faisait partie. En 1995, Adventure Land fut remplacé par Popeye's Seaport. Une nouvelle attraction dans le parc aquatique « Hook's Lagoon », empiéta sur la zone Adventure Land.
De 1996 à 1999, Premier décida d'installer un nouveau parcours de montagnes russes par année. Nightmare at Phantom Cave en 1996, The Mind Eraser en 1997, Boomerang: Coast to Coaster en 1998, et Superman Ride of Steel (les premières hyper montagnes russes Intamin au monde) en 1999. Nightmare fut enlevé en 1998, pour être relocalisé dans un autre dans un autre parc du groupe Premier park, The Great Escape & Splashwater Kingdom. En mai 1999, Six Flags Darien Lake ouvrit sous son nouveau nom, sous la direction de Six Flags.
En 2000, Premier Parks devient officiellement Six Flags Inc.
En 2006, Six Flags déplaça Big Kahuna, un toboggan aquatique de Six Flags Astroworld à Darien Lake.

### PARC Management (2007–2010)

Logo du parc sous le nom Darien Lake (2007 à 2018).

En avril 2007, Six Flags revendit Darien Lake ainsi que six autres parcs à la compagnie PARC Management. À la conclusion de la vente, PARC a conclu un contrat de cinquante ans avec CNL Income Properties, aux termes duquel CNL rachetait les propriétés et les louait à PARC pour exploitation.
En janvier 2008, de nouvelles montagnes russes furent annoncées. L'attraction de type montagnes russes de motos a été construite par Zamperla. CNL a par la suite annoncé qu'elle avait conclu un accord en vue de mettre fin au bail de Darien Lake et de dix-sept autres sites loué par PARC Management. La décision a été prise après que, conformément à leurs dépôts auprès de la SEC de 2010, PARC ait manqué à ses obligations au titre de la location. 

### Herschend Family Entertainment (2011–2014)
En 2011, Herschend Family Entertainment Corporation a assumé l'exploitation et la gestion quotidienne de Darien Lake et Elitch Gardens. 

### Premier Parks, LLC (2014–2018)
Le bail de Herschend Family Entertainment a pris fin après la saison 2014 et a été repris par Premier Parks, LLC.

### EPR Properties & Six Flags (Depuis 2017)
Après la saison 2016, CNL Lifestyle Properties a vendu Darien Lake et quatorze autres parcs d'attractions à EPR Properties. Premier Parks a continué de louer et d'exploiter le parc, sans modifications immédiates des activités. À compter de la saison 2018, Six Flags Entertainment Corporation a acquis les droits de bail pour exploiter le parc, le parc restant la propriété de EPR Properties. Le 2 février 2019, Darien Lake Theme Park Resort change de nom et redevient officiellement Six Flags Darien Lake.

## Parc d'attractions

### Montagnes russes

#### Montagnes russes actuelles
| Nom de l'attraction        | Type                                         | Constructeur                            | Année |
| -------------------------- | -------------------------------------------- | --------------------------------------- | ----- |
| Boomerang Coast to Coaster | Montagnes russes navette Boomerang           | Vekoma                                  | 1998  |
| Hoot N Holler              | Montagnes russes assises                     | Zierer                                  | 1981  |
| Mind Eraser                | Montagnes russes inversées                   | Vekoma                                  | 1997  |
| Moto Coaster               | Montagnes russes de motos lancées            | Zamperla                                | 2008  |
| Predator                   | Montagnes russes en bois                     | Summers-Dinn                            | 1990  |
| Ride of Steel              | Hyper montagnes russes Méga montagnes russes | Intamin                                 | 1999  |
| Tantrum                    | Euro-Fighter                                 | Gerstlauer                              | 2018  |
| Viper                      | Montagnes russes en métal                    | Arrow Dynamics et Huss Park Attractions | 1982  |

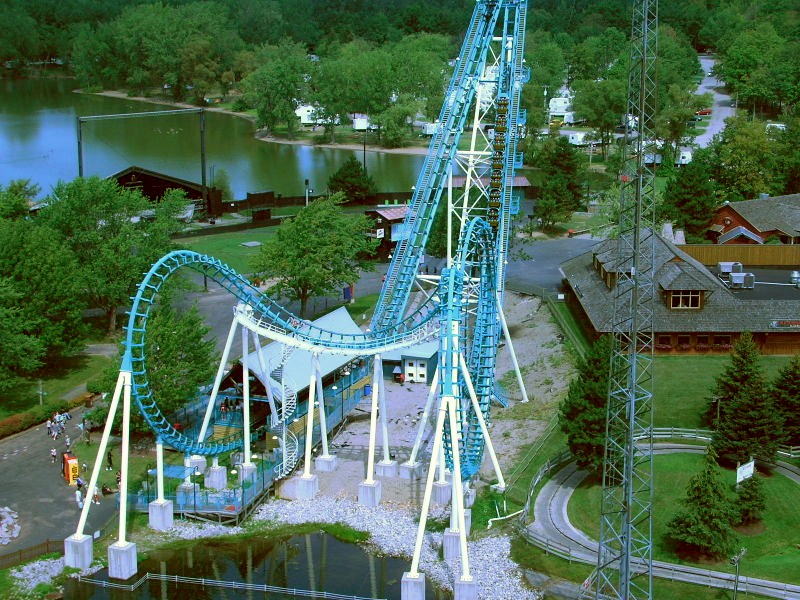
Boomerang Coast to Coaster
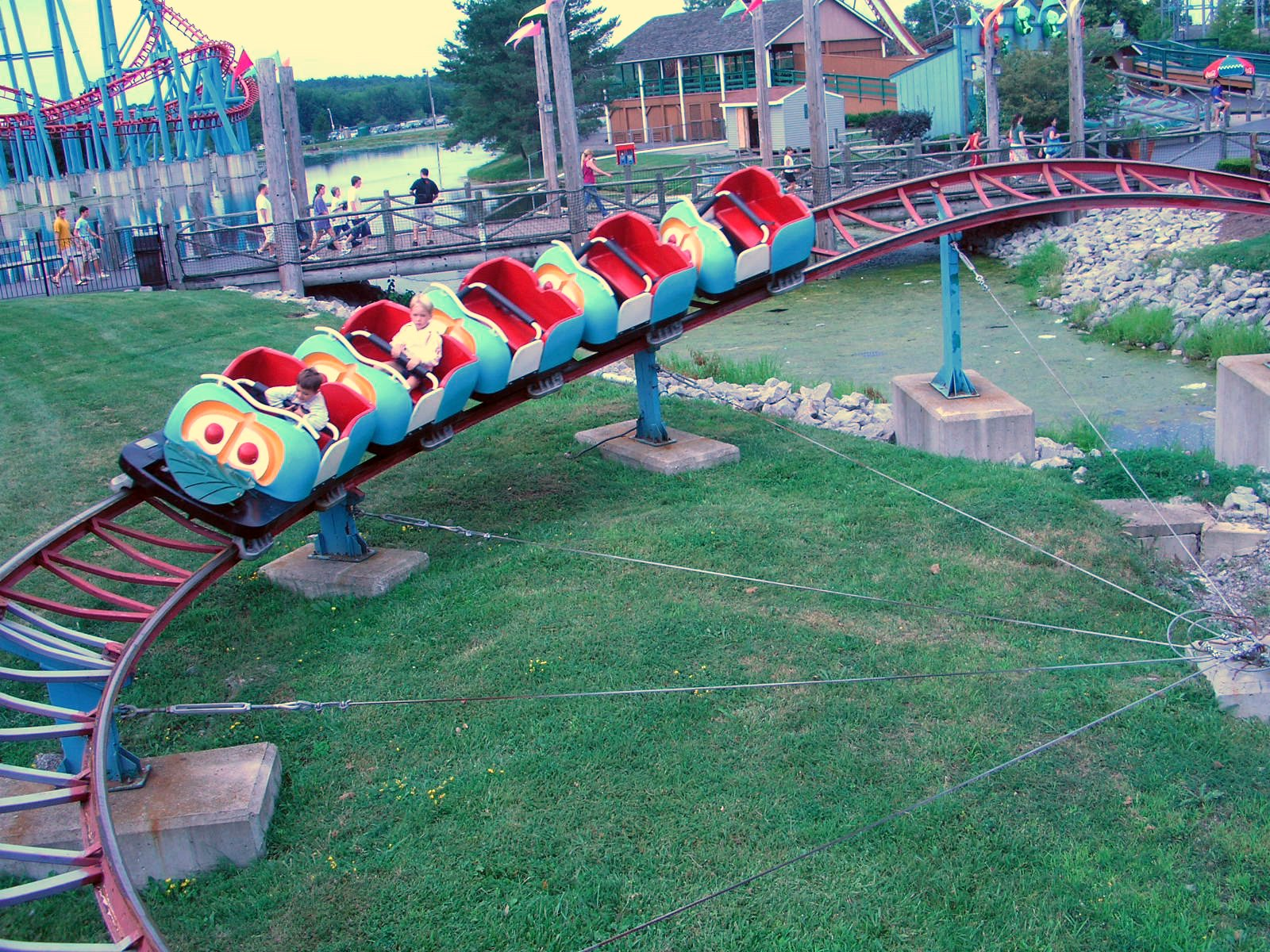
Hoot N Holler
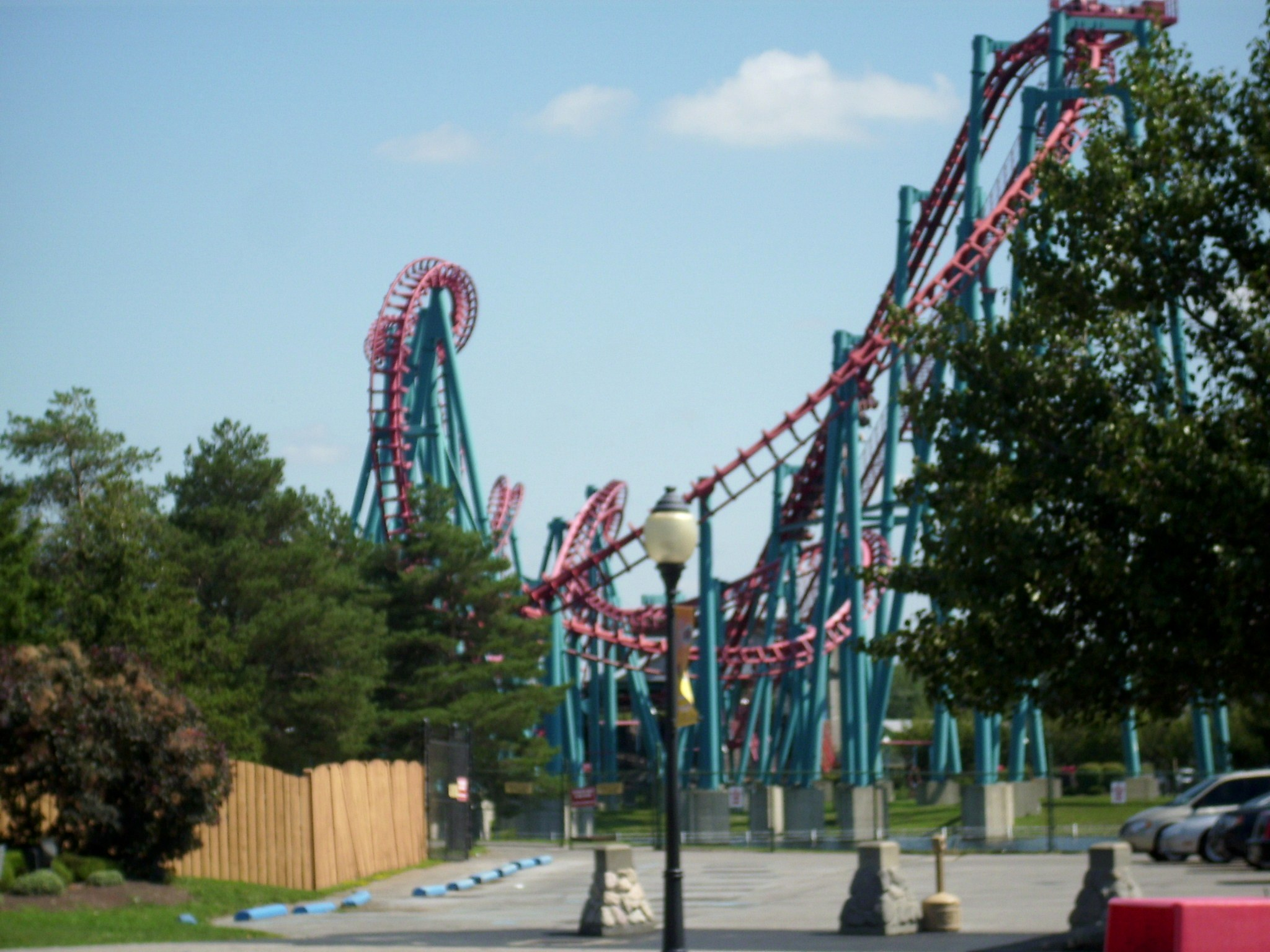
Mind Eraser
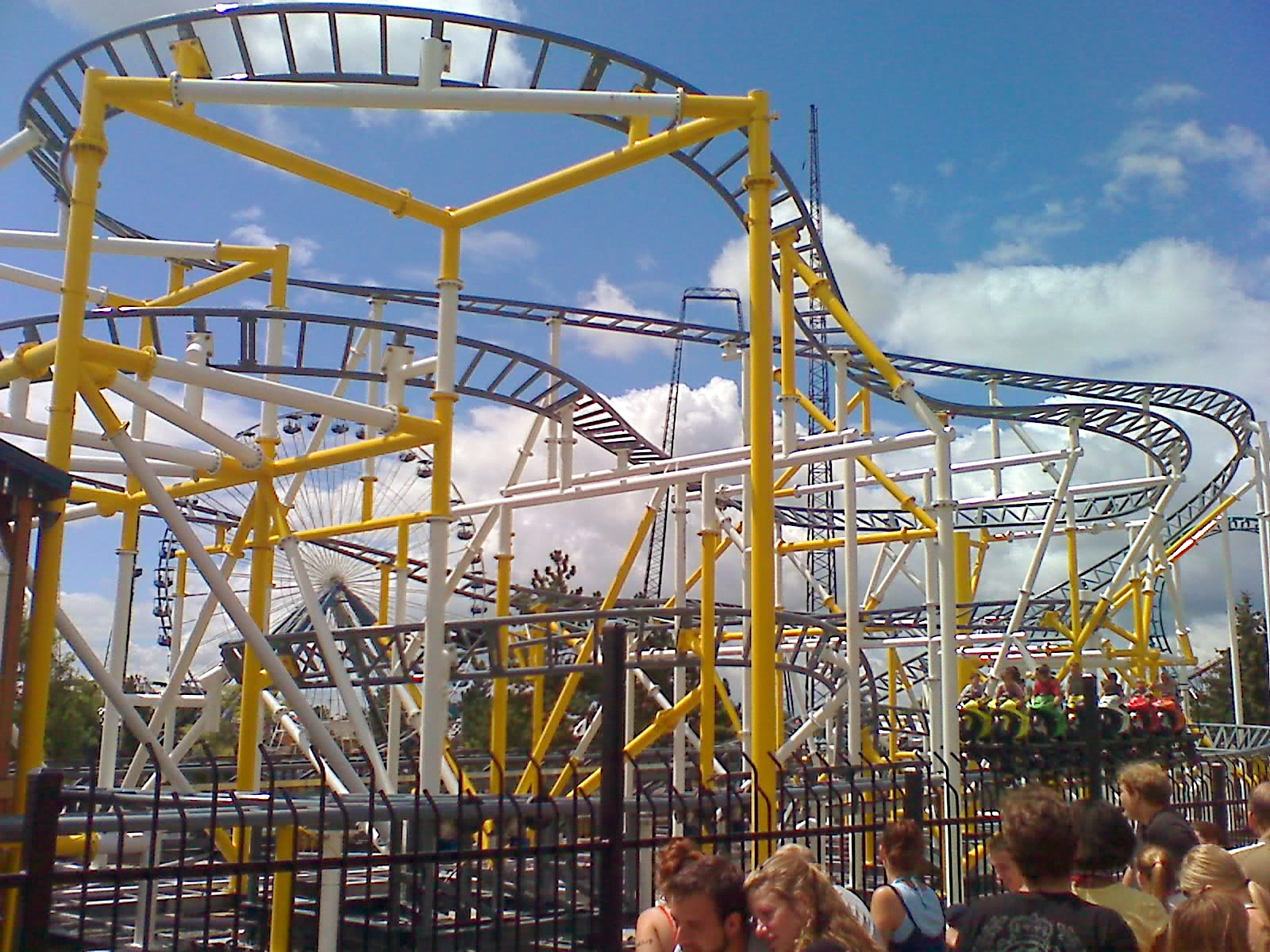
Moto Coaster
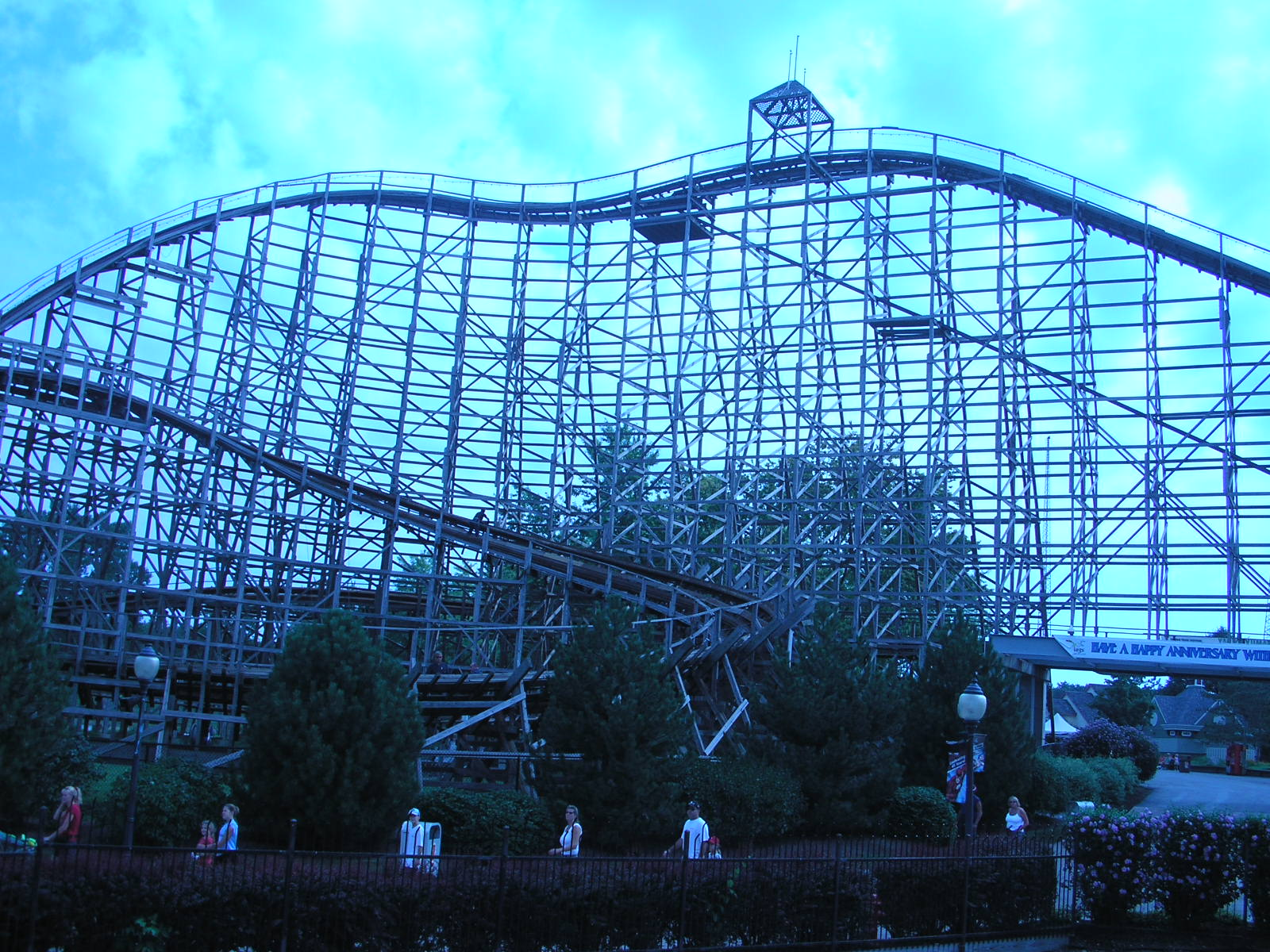
Predator
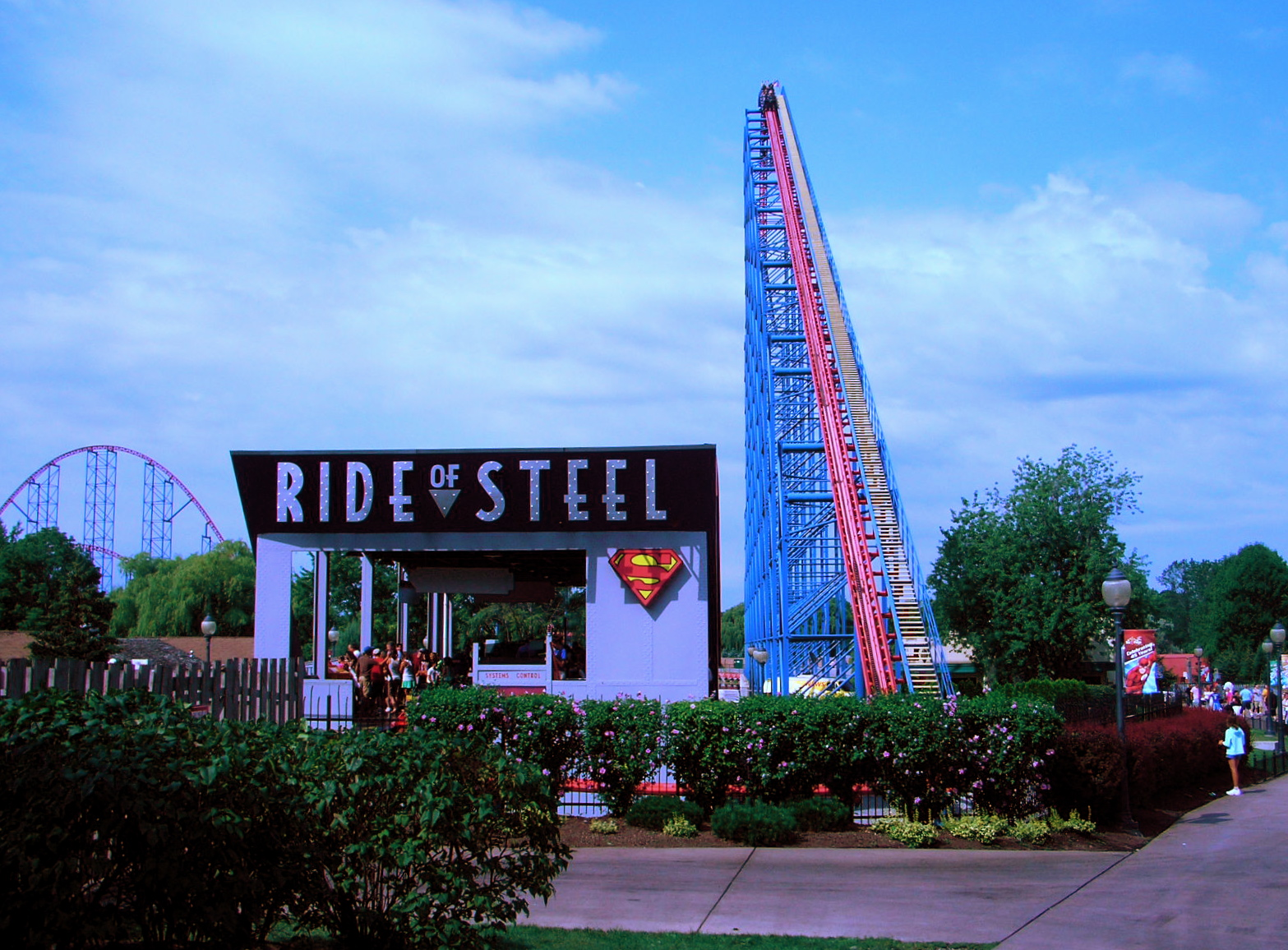
Ride of Steel
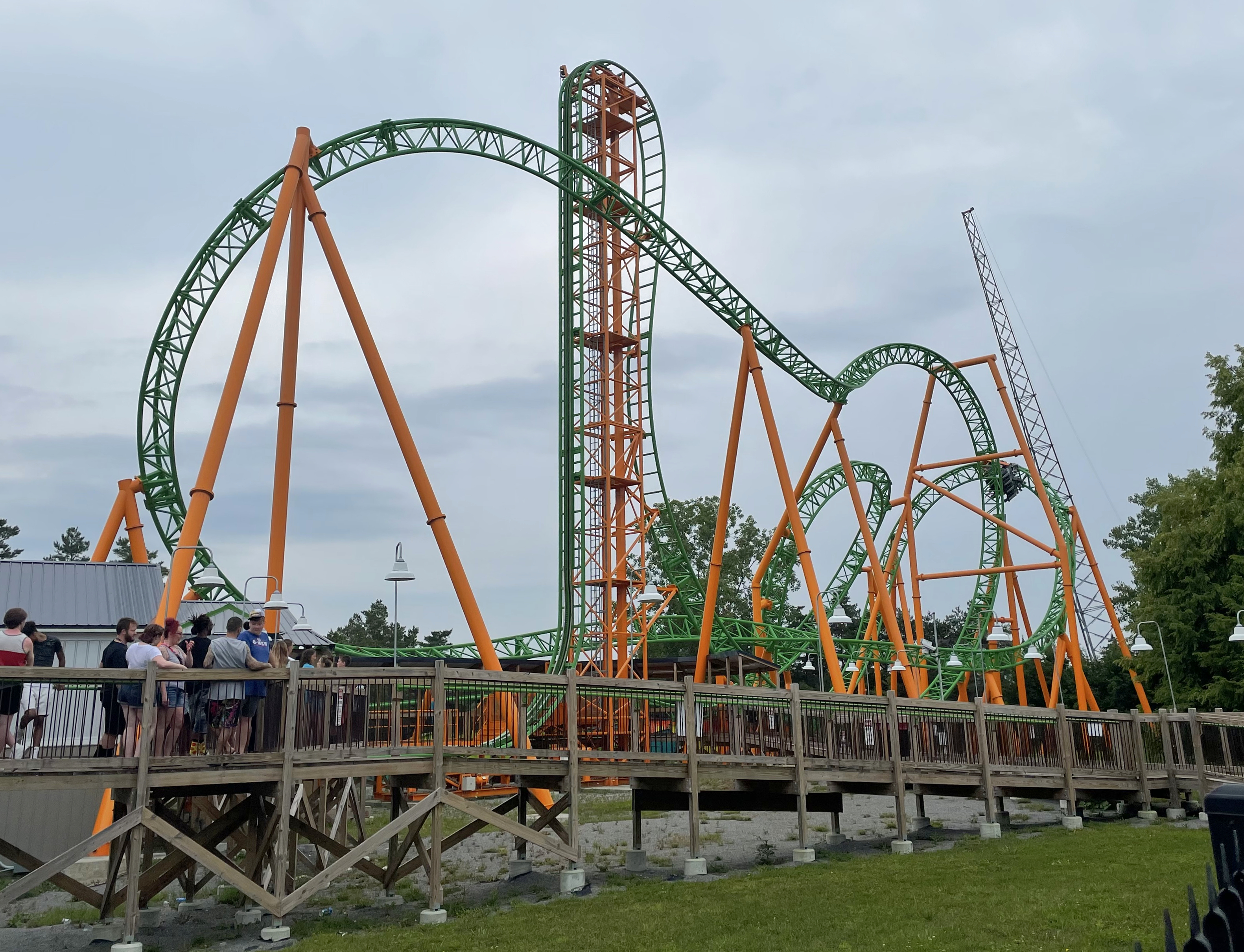
Tantrum
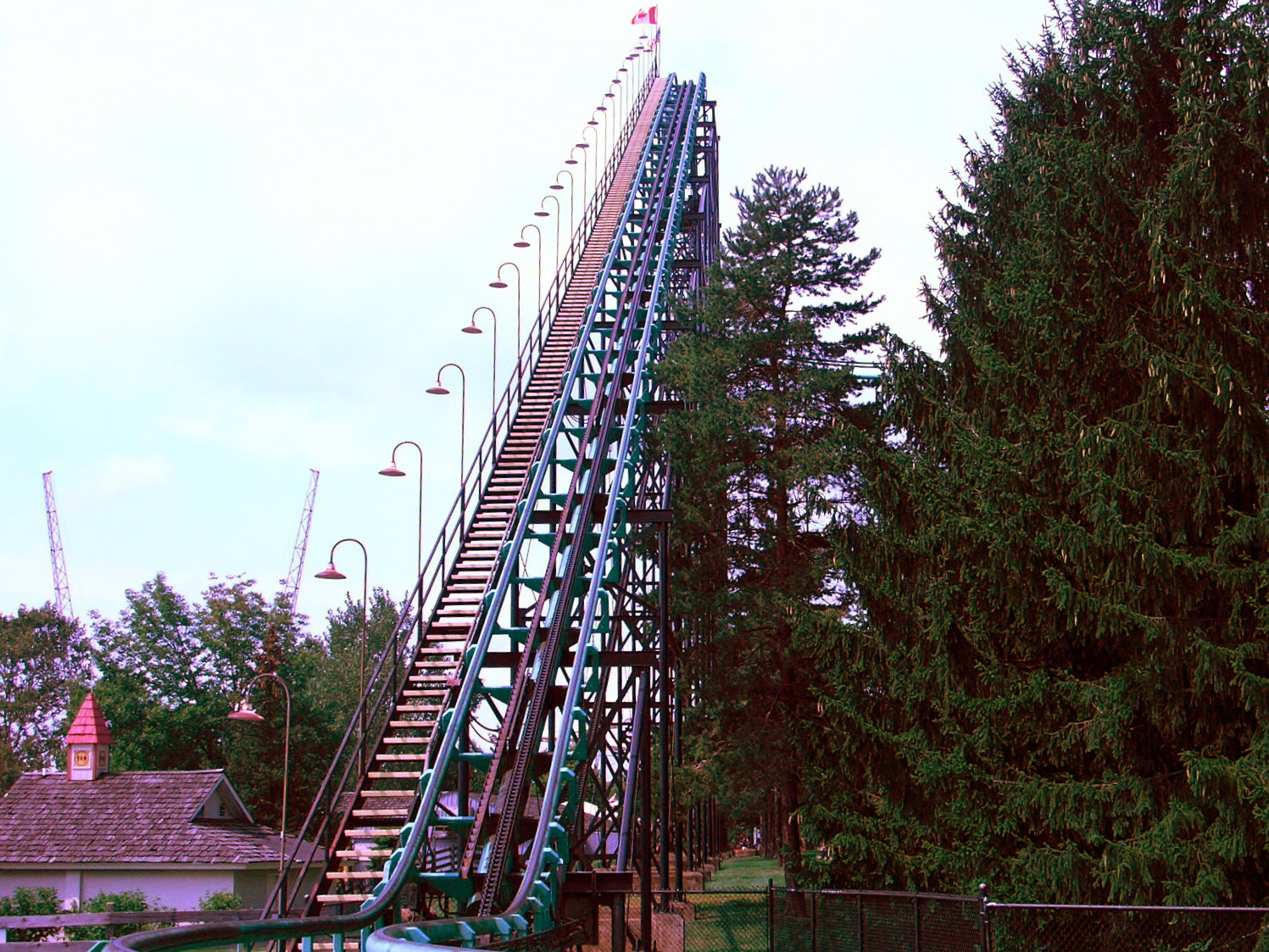
Viper

Le parc possède également dans ses réserves des montagnes russes debout d'Intamin plusieurs fois délocalisées. On les a connu sous le nom Shockwave à Six Flags Magic Mountain où elles furent installées en 1986, puis Six Flags Great Adventure et enfin Six Flags AstroWorld sous le nom Batman The Escape avant d'être démontées en 2006. Son remontage n'est pour le moment pas d'actualité.

#### Anciennes montagnes russes
| Nom de l'attraction       | Type                            | Constructeur      | Année d'ouverture | Année de fermeture |
| ------------------------- | ------------------------------- | ----------------- | ----------------- | ------------------ |
| Nightmare at Phantom Cave | Montagnes russes assises indoor | Anton Schwarzkopf | 1996              | 1998               |

### Attractions aquatiques
| Nom             | Type                                | Ouverture | Fermeture   | Commentaires                                                                           |
| --------------- | ----------------------------------- | --------- | ----------- | -------------------------------------------------------------------------------------- |
| Big Kahuna      | Toboggan aquatique                  | 2006      | En fonction | ProSlide "Mammoth" relocalisé depuis Six Flags Astroworld.                             |
| Cascade Canyon  | Toboggan aquatique                  | 1982      | 2001        | Complexe de toboggans aquatiques de Barracuda Bay. Remplacé pour créer Shipwreck Falls |
| Crocodile Isle  | Piscine à vagues                    | 1997      | En fonction |                                                                                        |
| Cuda Falls      | Toboggan aquatique                  | 1994      | En fonction | Situé à Barracuda Bay.                                                                 |
| Grizzly Run     | Rivière rapide en bouées            | 1989      | En fonction |                                                                                        |
| Hook's Lagoon   | Aire de jeux aquatique              | 1996      | En fonction |                                                                                        |
| Hydro Force     | Toboggan aquatique                  | 1977      | 1999        | Premier toboggan aquatique implanté au parc. Déplacé en 1990 dans Barracuda Bay.       |
| Pipeline Plunge | Toboggan aquatique                  |           | 1999        | Situé à Barracuda Bay.                                                                 |
| Rainbow Falls   | Toboggan aquatique                  |           | 1994        | Situé à Barracuda Bay, remplacé par Cuda Falls.                                        |
| Riptide Run     | Attraction aquatique                |           | 1999        | Situé à Barracuda Bay.                                                                 |
| Shipwreck Falls | Shoot the Chute                     | 2002      | En fonction |                                                                                        |
| Tadpole Island  | Aire de jeux aquatique pour enfants | 1991      | 1995        | Situé à Adventure Land for Kids.                                                       |
| Thunder Rapids  | Bûches                              | 1981      | 2017        |                                                                                        |
| Tornado         | Tornado de ProSlide                 | 2005      | En fonction |                                                                                        |
| Torpedo Rapids  | Attraction aquatique                |           | 1999        | Situé à Barracuda Bay.                                                                 |

### Autres attractions
- Bear Valley Bumper Buggies - Autos tamponneuses de DUCE Ride Manufacturers.
- Giant Wheel - Grande roue de Vekoma construite en 1983.
- Grande Carousel - Carrousel d'International Amusement Devices
- Haymaker - Twister de Heintz Fahtze construit en 1985.
- Lasso - Chaises volantes de Zierer construites en 1980.
- Pirate - Bateau à bascule de Huss Park Attractions construit entre 1978 et 1981.
- Raging Seas - Seesturmbahn de Mack Rides construit en 1977 et détruit en 2012.
- Ranger - Ranger de Huss Park Attractions construit en 1982 et détruit en 2015.
- Rodeo Roundup - Swing Around de Huss Park Attractions construit en 1985.
- Scrambler - Scrambler de Eli Bridge Company construit en 1977.
- Silver Bullet - Enterprise de Heintz Fahtze construit en 1983.
- Six Flags SkyScreamer - Star Flyer de Funtime construit en 2019.
- Sleighride - Petersburger Schlittenfahrt de Mack Rides construit en 1977.
- Thrillbilly - Troïka de Huss Park Attractions construit en 1979 et détruit en 1984.
- Tin Lizzies - Balade en voitures de Arrow / Huss Park Attractions construit en 1977.
- Twister - Top Spin de Huss Park Attractions construit en 2000 et détruit en 2018.
- UFO - UFO de Huss Park Attractions construit en 1979 et détruit en 2012.

### Attractions pour enfant
- Barrels of Fun - Mini grande roue de Zamperla construite en 1996.
- BMX Motocross - Manège d'Hampton Rides Motorcycles construit en 1988 et détruit en 2011.
- Darien Lake Express - Train junior de Zamperla construite en 1996.
- Dipsy Diver - Crazy Bus de Zamperla construite en 1996.
- Dodgems - Autos tamponneuses pour enfants construites en 1991.
- Monster Trucks - Convoy de Zamperla construite en 1996.
- Raft Adventure - Mini Jet de Zamperla construite en 1996 et détruit en 2010.
- Runaway Railway - Train junior de Zamperla construite en 1996.
- Twisty Tubs - Mini tasses de Zamperla construite en 1996.
- Weather Balloons - Samba Balloons de Zamperla construite en 1996.
- Whirlwind - Mini Swings de Zamperla construite en 1996.

## Hébergement

### Lodge On The Lake Hotel
Le Lodge on the Lake Hotel est ouvert depuis 1998. L'hôtel compte 160 chambres.

### Terrain de camping
Le parc débutât avec ce terrain de camping et une aire de pique-nique. Aujourd'hui, le campement compte plus de 1200 places.